# Shimojō
Shimojō (下條村?) è un villaggio giapponese della prefettura di Nagano.